# Viva Polonia
Viva Polonia – czwarty album zespołu Masters wydany 12 grudnia 2012 roku w firmie fonograficznej Lemon Records. Płyta zawiera 12 utworów w tym takie hity jak "Bella" czy "Szukam dziewczyny". Do piosenek "Bella", "Jak demon", "Szukam dziewczyny" i "Podróż do gwiazd" zostały nagrane teledyski. 4 lipca 2014 roku podczas I Ogólnopolskiego Polo TV Hit Festiwal w Szczecinku zespół otrzymał platynową płytę za sprzedaż ponad 30 tysięcy płyt albumu Viva Polonia.

## Lista utworów
1. "Bella"
2. "Jeden na dwie"
3. "Kino, ja i Ty"
4. "Jak demon"
5. "Bond"
6. "Szukam dziewczyny"
7. "Podróż do gwiazd"
8. "Czas na miłość"
9. "Dlaczego okłamujesz"
10. "Porywam Cię"
11. "Viva Polonia"
12. "Masters Carnival Mix"